# Leipoxais nervosa
Leipoxais nervosa is een vlinder uit de familie van de spinners (Lasiocampidae). De wetenschappelijke naam van de soort is voor het eerst geldig gepubliceerd in 1937 door Berio.